# Allan Quatermain and the Lost City of Gold
Allan Quatermain and the Lost City of Gold is een Amerikaanse komische avonturenfilm uit 1986 geregisseerd door Gary Nelsen, geproduceerd door Golan-Globus en verdeeld door Cannon Film Distributors. Het verhaal is gebaseerd op het personage Allan Quatermain en het gelijknamige boek van de Britse auteur Henry Rider Haggard. De film is tevens een sequel van King Solomon's Mines. De film werd slecht onthaald en het verhaal en de personages waarop het gebaseerd zou moeten zijn, werden te veel aangepast waardoor het sterk lijkt op een film uit de Indiana Jones-franchise. Daarnaast was de film een financiële flop.

## Verhaal
Na hun avontuur uit King Solomon's Mines te hebben overleefd, leven Allan Quatermain en Jesse in het koloniale Afrika. Ze zijn verloofd en hebben plannen om terug te keren naar Amerika voor te huwen.
Een ijlende vriend van Quatermain en Jesse duikt plots op vanuit het oerwoud. Hij zegt hen achtervolgd te worden door twee gemaskerde mannen. Volgens deze man ontdekte hij met Allans broer Robeson - die vermist is - de legendarische "Lost City of Gold" (vertaald: de verloren stad van goud). Niet veel later wordt de man gedood door de gemaskerden.
Quatermain en Jesse zetten een zoekactie op tezamen met de Afrikaanse krijger Umslopogaas. Daarbij krijgen ze hulp van de spirituele guru Swarme en vijf Askari-krijgers. Onderweg laten twee Askaris het leven door een val, een derde wordt gedood door aanvallende inwoners van Eshowe en nog twee Askaris verdrinken in een rivier.
De overgebleven groep ontdekt de stad die wordt bewoond door vriendelijke mensen. Daar verblijft ook Robeson. De stad heeft twee koninginnen: de nobele Nyleptha en de machtsbeluste Sorais. In werkelijkheid is het de gevreesde  hogepriester Agon die de macht heeft.
Allan roept de bevolking op in opstand te komen tegen Agon en Sorias, maar laatstegenoemden schakelen het leger in. De nodige wapens worden gemaakt met het goud dat de bewoners delven. De eindstrijd vindt plaats tijdens een onweer: daarbij gebruikt Allen de aks van Umslopogaas om een blikseminslag te veroorzaken. Dat lukt waarbij een grote hoeveelheid goud vloeiend wordt en het leger, Agon en Sorias bedelft en omvormt tot gouden beelden.

## Rolverdeling
| Acteur              | Personage                       |
| ------------------- | ------------------------------- |
| Richard Chamberlain | Allan Quatermain                |
| Sharon Stone        | Jesse Huston                    |
| James Earl Jones    | Umslopogaas                     |
| Henry Silva         | Agon                            |
| Robert Donner       | Swarma                          |
| Larbi Doghmi        | Nasta                           |
| Aileen Marson       | koningin Nyleptha               |
| Cassandra Peterson  | koningin Sorais                 |
| Martin Rabbett      | Robeson Quatermain              |
| Rory Kilalea        | Dumont                          |
| George Chiota       | George                          |
| Alex Heyns          | Dutchman                        |
| Stuart Goakes       | handelaar                       |
| Themsi Times        | verpleegster                    |
| Philip Boucher      | ober                            |
| Nic Lesley          | Arabier                         |
| Fidelis Cheza       | hoofd van Eshowe                |
| Andy Edwards        | body double Richard Chamberlain |

## Nominatie
| Wedstrijd                    | Categorie         | Ontvanger(s) | Resultaat   | Ref.  |
| ---------------------------- | ----------------- | ------------ | ----------- | ----- |
| Golden Raspberry Awards 1987 | Slechtste actrice | Sharon Stone | Genomineerd | [ 9 ] |